# Borivoje Đorđević
Borivoje Đorđević (szerb cirill betűkkel: Боривоје Ђорђевић; Belgrád, 1948. augusztus 2. –) Európa-bajnoki ezüstérmes szerb labdarúgó.

## Pályafutása

### A válogatottban
1967 és 1971 között 9 alkalommal szerepelt a jugoszláv válogatottban. Részt vett az 1968-as Európa-bajnokságon.

## Sikerei, díjai
Partizan Beograd
- BEK-döntős (1): 1965–66

Panathinaikósz
- Görög bajnok (1): 1976–77
- Görög kupa (1): 1976–77
- Balkán-kupa (1): 1977

Jugoszlávia
- Európa-bajnoki döntős (1): 1968

Egyéni
- A jugoszláv bajnokság társgólkirálya (1): 1974–75 (20 gól)